# قائمة أهداف بيني ماكارثي الدولية

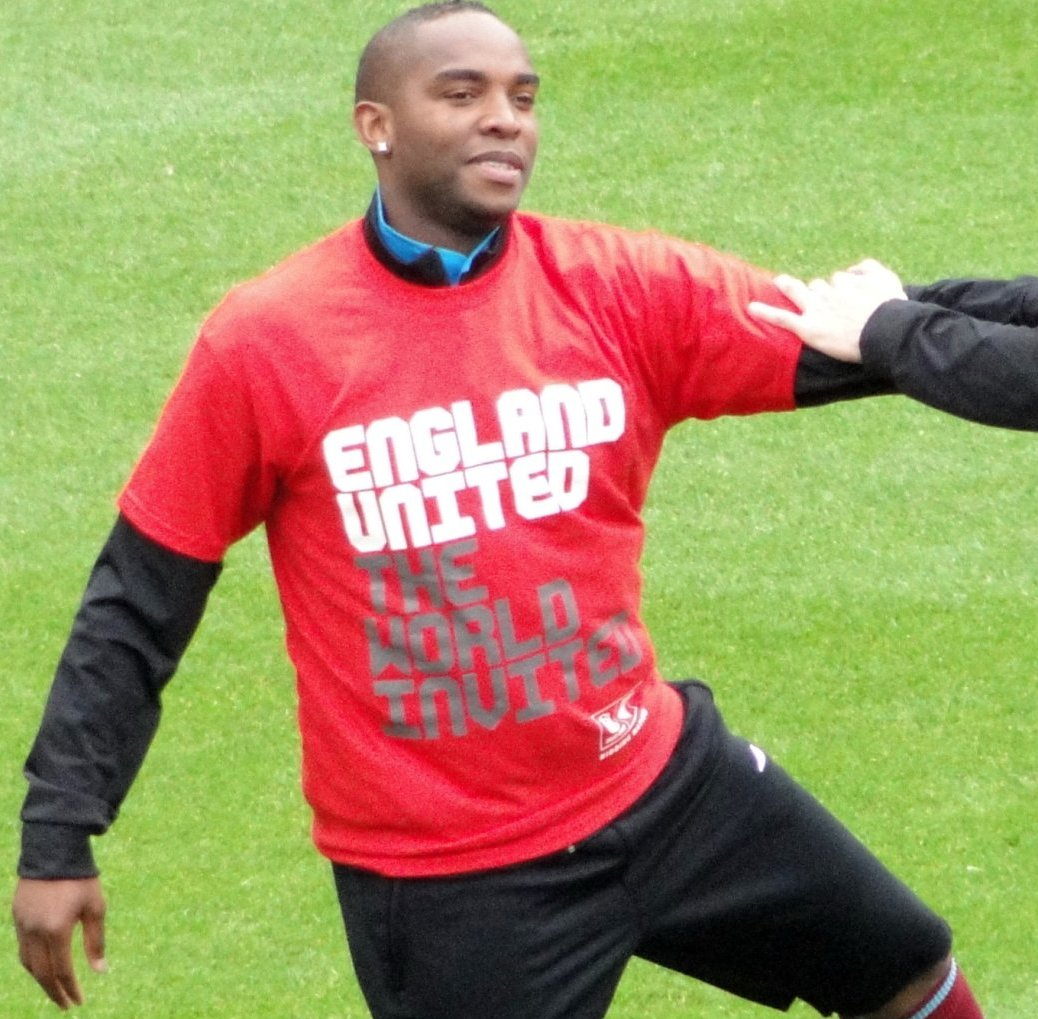
ماكارثي هدَّاف جنوب أفريقيا التاريخي برصيد 31 هدفًا.

بيني ماكارثي هو لاعب كرة قدم سابق، لَعِبَ لجنوب أفريقيا من عام 1997 حتَّى 2012. سجَّل 31 هدفًا في 79 مُباراةً. لعب مهاجمًا خلال مسيرته الدَّوليَّة، ويُعتبرُ أفضل هدَّاف في تاريخ منتخبه الوطني، بعد أن حطَّم الرَّقم القياسي السَّابق لشون بارتلت الذي سجَّل 29 هدفًا دوليًا في الفوز 3-1 على باراغواي في مارس 2008.
نظرًا لِكون ماكارثي مثَّل جنوب أفريقيا في المُستوى الأقل من 23 عامًا سابقًا، فقد ظهر لأوَّل مرَّة في 4 يونيو 1997 ضد هُولندا. سجَّل أول هدفٍ في 16 فبراير 1998، وأكمل المُباراة بأربعة أهدافٍ لصالحه في 13 دقيقة ضد ناميبيا في كأس الأمم الأفريقية 1998. وأضاف هدفًا آخر ضد المغرب وأحرز هدفين آخرين أمام جمهُورية الكونغو الديمُقراطية ليقود منتخبه إلى نهائي البُطولة. حَصَلَ ماكارثي على جائزة أفضل لاعب في البُطولة، وعلى لقب الهدَّاف برصيد سبعة أهدافٍ على الرغم من هزيمة مُنتخبه أمام مصر. وسجَّل أوَّل هدفٍ لمُنتخبه في نهائيات كأس العالم 1998، بعدما أحرز هدفًا في التَّعادل 1-1 أمام الدنمارك، وحَصل المُنتخب على أوَّل نُقطة في التَّاريخ. إضافةً إلى ثلاثة أهدافٍ في مُبارياتٍ وديةٍ ضد آيسلندا ومصر، أنهى ماكارثي العام برصيد 11 هدفًا.
تقاعد ماكارثي مؤقتًا من كرة القدم الدولية عام 1999 في أعقاب النزاعات بين الأندية والبلاد وغاب عن كأس الأمم الأفريقية 2000 نتيجةً لذلك. بعد ذلك بعامين، سجَّل في كأس العالم 2002 في الخسارة 2-3 أمام إسبانيا.
في 9 سبتمبر 2007، عادَلَ ماكارثي سجل بارتلت، عندما سجَّل في الخسارة 1-3 أمام زامبيا. وحطَّم الرقم القياسي في العام التالي ضد باراغواي وسجَّل هدفًا آخر قبل اعتزاله كرة القدم في عام 2013، وهو في سن الخامسة والثلاثين. عندما تَقاعَدَ، كان رابع أكثر اللاعبين مُشاركةً مع المُنتخب الوطني. من بين 31 هدفًا لماكارثي، سجَّل 15 هدفًا في المُباريات الودية بما في ذلك هدفين في كأس هونغ كونغ لإعادة التوحيد وهدف واحد في كأس الولايات المتحدة و7 أهدافٍ في كأس الأمم الأفريقية، و4 في تصفيات كأس الأمم الأفريقية، و3 في تصفيات كأس العالم، وهدفين آخرين في نهائيات كأس العالم.

## الأهداف الدولية
نتيجة جنوب أفريقيا مدرجة أولاً، يُشير عمود الهدف إلى النتيجة بعدَ كل هدف سجَّلهُ ماكارثي.
| #. | التّاريخ        | المكان                                              | الخصم                       | الهدف | النّتيجة | المسابقة                          | م.            |
| -- | -------------- | --------------------------------------------------- | --------------------------- | ----- | ------- | --------------------------------- | ------------- |
| 1  | 16 فبراير 1998 | الملعب البلدي، بوبوديولاسو، بوركينا فاسو            | ناميبيا                     | 1–0   | 4–1     | كأس الأمم الأفريقية 1998          | [ 4 ] [ 12 ]  |
| 2  | 16 فبراير 1998 | الملعب البلدي، بوبوديولاسو، بوركينا فاسو            | ناميبيا                     | 2–0   | 4–1     | كأس الأمم الأفريقية 1998          | [ 4 ] [ 12 ]  |
| 3  | 16 فبراير 1998 | الملعب البلدي، بوبوديولاسو، بوركينا فاسو            | ناميبيا                     | 3–0   | 4–1     | كأس الأمم الأفريقية 1998          | [ 4 ] [ 12 ]  |
| 4  | 16 فبراير 1998 | الملعب البلدي، بوبوديولاسو، بوركينا فاسو            | ناميبيا                     | 4–0   | 4–1     | كأس الأمم الأفريقية 1998          | [ 4 ] [ 12 ]  |
| 5  | 22 فبراير 1998 | الملعب البلدي، واغادوغو، بوركينا فاسو               | المغرب                      | 1–0   | 2–1     | كأس الأمم الأفريقية 1998          | [ 5 ] [ 12 ]  |
| 6  | 25 فبراير 1998 | الملعب البلدي، واغادوغو، بوركينا فاسو               | جمهورية الكونغو الديمقراطية | 1–1   | 2–1     | كأس الأمم الأفريقية 1998          | [ 5 ] [ 12 ]  |
| 7  | 25 فبراير 1998 | الملعب البلدي، واغادوغو، بوركينا فاسو               | جمهورية الكونغو الديمقراطية | 2–1   | 2–1     | كأس الأمم الأفريقية 1998          | [ 5 ] [ 12 ]  |
| 8  | 6 يونيو 1998   | ملعب بايرسبون، بايرسبرون، ألمانيا                   | آيسلندا                     | 1–0   | 1–1     | وديّة                              | [ 13 ] [ 14 ] |
| 9  | 18 يونيو 1998  | ملعب تولوز البلدي، تولوز، فرنسا                     | الدنمارك                    | 1–1   | 1–1     | كأس العالم 1998                   | [ 6 ] [ 15 ]  |
| 10 | 16 ديسمبر 1998 | ملعب البنك الوطني الأول، جوهانسبرغ، جنوب أفريقيا    | مصر                         | 1–1   | 2–1     | وديّة                              | [ 16 ] [ 17 ] |
| 11 | 16 ديسمبر 1998 | ملعب البنك الوطني الأول، جوهانسبرغ، جنوب أفريقيا    | مصر                         | 2–1   | 2–1     | وديّة                              | [ 16 ] [ 17 ] |
| 12 | 27 فبراير 1999 | ملعب أودي، مابوبان، جنوب أفريقيا                    | الغابون                     | 4–1   | 4–1     | تصفيات كأس الأمم الأفريقية 2000   | [ 18 ] [ 19 ] |
| 13 | 5 يونيو 1999   | ملعب حديقة الملوك، ديربان، جنوب أفريقيا             | موريشيوس                    | 2–0   | 2–0     | تصفيات كأس الأمم الأفريقية 2000   | [ 20 ] [ 21 ] |
| 14 | 7 يونيو 2000   | ملعب القطن، دالاس، الولايات المتحدة                 | المكسيك                     | 1–2   | 2–4     | كأس الولايات المتحدة 2000         | [ 22 ]        |
| 15 | 24 مارس 2001   | ملعب إي بي آر يو، بورت إليزابيث، جنوب أفريقيا       | موريشيوس                    | 1–0   | 3–0     | تصفيات كأس الأمم الأفريقية 2002   | [ 23 ] [ 24 ] |
| 16 | 5 مايو 2001    | ملعب إليس بارك، جوهانسبرغ، جنوب أفريقيا             | زيمبابوي                    | 2–0   | 2–1     | تصفيات كأس العالم 2002            | [ 23 ] [ 25 ] |
| 17 | 15 يناير 2002  | ملعب ماباثو، مافكينج، جنوب أفريقيا                  | أنغولا                      | 1–0   | 1–0     | وديّة                              | [ 23 ] [ 26 ] |
| 18 | 23 مايو 2002   | ملعب هونغ كونغ، جزيرة هونغ كونغ، هونغ كونغ          | تركيا                       | 1–0   | 2–0     | كأس هونغ كونغ لإعادة التوحيد 2002 | [ 27 ]        |
| 19 | 23 مايو 2002   | ملعب هونغ كونغ، جزيرة هونغ كونغ، هونغ كونغ          | تركيا                       | 2–0   | 2–0     | كأس هونغ كونغ لإعادة التوحيد 2002 | [ 27 ]        |
| 20 | 12 يونيو 2002  | ملعب كأس العالم دايجيون، دايجون، كوريا الجنوبية     | إسبانيا                     | 1–1   | 2–3     | كأس العالم 2002                   | [ 8 ] [ 28 ]  |
| 21 | 22 مايو 2003   | ملعب حديقة الملوك، ديربان، جنوب أفريقيا             | إنجلترا                     | 1–1   | 1–2     | وديّة                              | [ 29 ] [ 30 ] |
| 22 | 15 نوفمبر 2003 | ستاد القاهرة الدولي، القاهرة، مصر                   | مصر                         | 1–0   | 1–2     | وديّة                              | [ 31 ] [ 32 ] |
| 23 | 18 أغسطس 2004  | الملعب الأولمبي بالمنزه، تونس، تونس                 | تونس                        | 2–0   | 2–0     | وديّة                              | [ 23 ] [ 33 ] |
| 24 | 10 أكتوبر 2004 | ملعب مانديلا الوطني، كامبالا، أوغندا                | أوغندا                      | 1–0   | 1–0     | كأس العالم 2006                   | [ 23 ] [ 34 ] |
| 25 | 9 فبراير 2005  | ملعب حديقة الملوك، ديربان، جنوب أفريقيا             | أستراليا                    | 1–0   | 1–1     | وديّة                              | [ 23 ] [ 35 ] |
| 26 | 4 يونيو 2005   | ملعب دا فارزيا، برايا، الرأس الأخضر                 | الرأس الأخضر                | 1–0   | 2–0     | كأس العالم 2006                   | [ 23 ] [ 36 ] |
| 27 | 7 سبتمبر 2005  | ملعب فيسر شتاديون، بريمن، ألمانيا                   | ألمانيا                     | 2–3   | 2–4     | وديّة                              | [ 37 ] [ 38 ] |
| 28 | 14 يناير 2006  | ستاد القاهرة الدولي، القاهرة، مصر                   | مصر                         | 2–1   | 2–1     | وديّة                              | [ 39 ]        |
| 29 | 9 سبتمبر 2007  | ملعب نيولاندز، كيب تاون، جنوب أفريقيا               | زامبيا                      | 1–3   | 1–3     | تصفيات كأس الأمم الأفريقية 2008   | [ 9 ]         |
| 30 | 26 مارس 2008   | ملعب لوكاس ماستربيسز موريبي، بريتوريا، جنوب أفريقيا | باراغواي                    | 2–0   | 3–0     | وديّة                              | [ 2 ]         |
| 31 | 15 أكتوبر 2008 | ملعب فري ستيت، بلومفونتين، جنوب أفريقيا             | غانا                        | 1–1   | 2–1     | وديّة                              | [ 40 ] [ 41 ] |

## المَراجِع
1. ↑  Wilbanks، Carri؛ Pedroncelli، Peter (26 أبريل 2016). "8 Things You Didn't Know About Footballer Benni McCarthy". AFK Sports. مؤرشف من الأصل في 2017-05-17. اطلع عليه بتاريخ 2017-04-15.
2. 1 2  "Benni's 30th goal the clincher". The South African. 1 أبريل 2008. مؤرشف من الأصل في 2017-04-16. اطلع عليه بتاريخ 2017-04-15.
3. ↑  Acar، Jason (10 أبريل 2014). "Benni McCarthy – A South African Football Legend". Soccer Laduma. مؤرشف من الأصل في 2018-06-19. اطلع عليه بتاريخ 2017-04-15.
4. 1 2 3 4 5  "Benni McCarthy Career in Facts and Figures". Kick Off. 1 يونيو 2013. مؤرشف من الأصل في 2019-03-20. اطلع عليه بتاريخ 2017-04-15.
5. 1 2 3 4  "Celebrating Mzansi's Great Leaders". Soccer Laduma. 9 ديسمبر 2015. مؤرشف من الأصل في 2018-06-19. اطلع عليه بتاريخ 2017-04-15.
6. 1 2  "10 Thrilling Bafana Bafana matches: Denmark 1–1 South Africa". Goal. 16 يوليو 2013. مؤرشف من الأصل في 2018-06-19. اطلع عليه بتاريخ 2017-04-15.
7. ↑  "Remember Benni's Run-Ins With SAFA?". Soccer Laduma. 9 أكتوبر 2016. مؤرشف من الأصل في 2017-04-16. اطلع عليه بتاريخ 2017-04-15.
8. 1 2  "10 Thrilling Bafana Bafana matches: Spain 3–2 South Africa". Goal. 16 يوليو 2013. مؤرشف من الأصل في 2018-06-19. اطلع عليه بتاريخ 2017-04-15.
9. 1 2  "Wake-up call for advancing Bafana". FIFA. 10 سبتمبر 2007. مؤرشف من الأصل في 2018-06-19. اطلع عليه بتاريخ 2017-04-16.
10. ↑  "Benni McCarthy retires from football at the age of 35". BBC. 6 يونيو 2013. مؤرشف من الأصل في 2019-05-08. اطلع عليه بتاريخ 2017-04-16.
11. ↑  "Benedict Saul "Benni" McCarthy – International Appearances". The Rec.Sport.Soccer Statistics Foundation. مؤرشف من الأصل في 2019-05-25. اطلع عليه بتاريخ 2017-04-15.
12. 1 2 3 4 5 6 7  "African Cup of Nations 1998 -  Final Tournament Details". The Rec.Sport.Soccer Statistics Foundation. مؤرشف من الأصل في 2016-03-04. اطلع عليه بتاريخ 2017-07-31.{{استشهاد ويب}}:  صيانة الاستشهاد: BOT: original URL status unknown (link)
13. ↑  "South Africa v Iceland". Goal. مؤرشف من الأصل في 2017-05-17. اطلع عليه بتاريخ 2017-04-15.
14. ↑  "South Africa v Iceland, 06 June 1998". 11v11. مؤرشف من الأصل في 2018-06-19. اطلع عليه بتاريخ 2017-07-31.
15. ↑  "South Africa v Denmark 1–1". Soccerway. مؤرشف من الأصل في 2018-06-19. اطلع عليه بتاريخ 2017-07-31.
16. 1 2  "SA beat Egypt 2–1". Mail & Guardian. 17 ديسمبر 1998. مؤرشف من الأصل في 2018-06-19. اطلع عليه بتاريخ 2017-04-15.
17. 1 2  "South Africa confident ahead of Egypt match". KickOff. 5 يونيو 2011. مؤرشف من الأصل في 2018-06-19. اطلع عليه بتاريخ 2017-07-31.
18. ↑  "The Bafana Bafana, SA soccer team, wins the home game against Gabon 4–1". South African History Online. مؤرشف من الأصل في 2018-06-19. اطلع عليه بتاريخ 2017-04-15.
19. ↑  "South Africa v Gabon, 27 February 1999". 11v11. مؤرشف من الأصل في 2018-06-19. اطلع عليه بتاريخ 2017-08-01.
20. ↑  "Bafana Bafana, the SA soccer team, beats Mauritius 2–0 in a home game". South African History Online. مؤرشف من الأصل في 2018-06-19. اطلع عليه بتاريخ 2017-04-15.
21. ↑  "South Africa v Mauritius". 11v11. مؤرشف من الأصل في 2018-06-19. اطلع عليه بتاريخ 2017-08-01.
22. ↑  "Mexico downs South Africa 4–2, sets up championship match with USA". Soccer Times. 7 يونيو 2000. مؤرشف من الأصل في 2015-09-24. اطلع عليه بتاريخ 2015-04-15.
23. 1 2 3 4 5 6 7  "South Africa – International Matches 2001–2005". The Rec.Sport.Soccer Statistics Foundation. مؤرشف من الأصل في 2018-09-16. اطلع عليه بتاريخ 2017-04-15.
24. ↑  P"South AFrica v Mauritius, 24 March 2001". 11v11. مؤرشف من الأصل في 2018-06-19. اطلع عليه بتاريخ 2017-08-01.
25. ↑  "South Africa v Zimbabwe, 5 May 2001". 11v11. مؤرشف من الأصل في 2018-06-19. اطلع عليه بتاريخ 2017-08-01.
26. ↑  "South Africa v Angola, 15 January 2002". 11v11. مؤرشف من الأصل في 2018-06-19. اطلع عليه بتاريخ 2017-08-01.
27. 1 2  "Bafana outclass Turkey". News24. 23 مايو 2002. مؤرشف من الأصل في 2018-06-19. اطلع عليه بتاريخ 2017-04-15.
28. ↑  "South Africa v Spain 2–3". Soccerway. مؤرشف من الأصل في 2018-06-19. اطلع عليه بتاريخ 2017-07-31.
29. ↑  Glendenning، Barry (22 مايو 2003). "South Africa 1 – 2 England". The Guardian. مؤرشف من الأصل في 2018-06-19. اطلع عليه بتاريخ 2017-04-15.
30. ↑  "South Africa v England 1–2". Soccerway. مؤرشف من الأصل في 2018-06-19. اطلع عليه بتاريخ 2017-07-31.
31. ↑  Said، Nick (9 يونيو 2016). "Previous results give underdogs Bafana Bafana slight edge over Egypt". Times Live. مؤرشف من الأصل في 2018-06-19. اطلع عليه بتاريخ 2017-04-15.
32. ↑  "South Africa v Egypt, 15 November 2003". 11v11. مؤرشف من الأصل في 2018-06-19. اطلع عليه بتاريخ 2017-08-01.
33. ↑  "South Africa v Tunisia, 18 August 2004". 11v11. مؤرشف من الأصل في 2018-06-19. اطلع عليه بتاريخ 2017-08-01.
34. ↑  "South Africa v Tunisia, 10 October 2004". 11v11. مؤرشف من الأصل في 2018-06-19. اطلع عليه بتاريخ 2017-08-01.
35. ↑  "South Africa v Australia 1–1". Soccerway. مؤرشف من الأصل في 2018-06-19. اطلع عليه بتاريخ 2017-07-31.
36. ↑  "South Africa v Cape Verde, 4 June 2005". 11v11. مؤرشف من الأصل في 2018-06-19. اطلع عليه بتاريخ 2017-08-01.
37. ↑  "Germany v South Africa". ESPN. 7 سبتمبر 2005. مؤرشف من الأصل في 2018-06-19. اطلع عليه بتاريخ 2017-04-16.
38. ↑  "South Africa v Germany, 7 September 2005". 11v11. مؤرشف من الأصل في 2018-06-19. اطلع عليه بتاريخ 2017-08-01.
39. ↑  Kwakofi، Vera (14 يناير 2006). "Egypt 1–2 South Africa". BBC. مؤرشف من الأصل في 2018-06-19. اطلع عليه بتاريخ 2017-04-16.
40. ↑  "South Africa 2–1 Ghana". Goal. 15 أكتوبر 2008. مؤرشف من الأصل في 2017-05-17. اطلع عليه بتاريخ 2017-04-17.
41. ↑  "South Africa v Ghana, 15 October 2008". 11v11. مؤرشف من الأصل في 2018-06-19. اطلع عليه بتاريخ 2017-08-01.